# Halvvägstjärnen (Arvidsjaurs socken, Lappland)
Halvvägstjärnen är en sjö i Arvidsjaurs kommun i Lappland och ingår i Piteälvens huvudavrinningsområde. Halvvägstjärnen ligger i Piteälven Natura 2000-område. Sjöns area är 0,021 kvadratkilometer och den är belägen 340 meter över havet.